# La Grange (Kentucky)
La Grange è una città degli Stati Uniti d'America, situata nello Stato del Kentucky e in particolare nella contea di Oldham, della quale è il capoluogo.